# 仁保村 (山口県)
仁保村（にほそん）は、かつて山口県吉敷郡北部（現在の山口市北部）に存在した村。1955年（昭和30年）4月1日に大内町への合併を経て、1963年に山口市に編入合併した。

## 地理
- 地域の中心を仁保川が流れ、田園地帯が広がる。
- 仁保地区の中心地は、井開田地区である。
- 仁保のクワは天然記念物に指定されている。
- ブドウや桃･米などの栽培が盛ん。

## 歴史
- 1889年（明治22年）4月1日 - 町村制の施行により、仁保上郷村・仁保中郷村・仁保下郷村の区域をもって発足。
- 1947年（昭和22年）12月4日 - 昭和天皇の戦後巡幸。仁保小学校で奉迎が行われたほか、昭和天皇による開拓地の視察が行われた[1]。
- 1955年（昭和30年）4月1日 - 大内村・小鯖村と合併して大内町が発足。同日仁保村廃止。

## 小字(こあざ)
仁保下郷は旧大内村の部分だった。便宜上、仁保下郷の小字部分もここで記す。

### 仁保上郷地区
- 長野

### 仁保中郷地区
- 井開田西(いかいだにし)
- 井開田東(いかいだひがし)
- 泉水原(せんすいばら)

### 仁保下郷地区
- 丸山(まるやま)

## 現況
現在は旧仁保村地域が山口市の一地域（仁保地区）となっており、現在も純農村地域となっている。1969年にKDDI山口衛星通信センターが設置されたほか、2000年には地区の中心に道の駅仁保の郷がオープンし、賑わいを見せている。
山口市徳地との境付近（山口市仁保中郷字泉水原・荷卸峠近く）にゴルフ場がある。